# Неизвестный по имени царь Элимаиды (I век)
Неизвестный по имени царь Элимаиды (I век) — правитель Элимаиды в I веке.
О правившем в I веке неизвестном по имени царе Элимаиды (имеющиеся надписи неразборчивы) известно из двух обнаруженных бронзовых тетрадрахм. На лицевой стороне в качестве дополнительных символов присутствуют якорь и звезда в полумесяце. Приведённый повёрнутый влево портрет правителя в диадеме значительно отличается от более ранних монет властителей Элимаиды: вместо «шляпообразной» причёски — длинные, закрывающие уши волосы. По мнению Варданяна Р. Е., после тетрадрахм этого неизвестного царя следует помещать нумизматический материал Камнаскира-Орода, чьё изображение имеет ту же причёску. По схеме же К. Оже за монетами этого правителя следуют сначала от Орода I, Фраата и Орода II, а затем уже от Камнаскира-Орода.